# Nana (歌手)
Nana（1976年3月25日—），日本女歌手、演員。MAX成員。本名。別名。出身於沖繩縣島尻郡南風原町。

## 來歷
- 南風原町立北丘小學[2]、南風原町立南風原中學（日语：南風原町立南風原中学校）[3]畢業。
- 出道前是沖繩當地節目《沖繩俱樂部心接電視》的常客，並出現在「沖繩砂糖新時代」（1991年）的電視廣告中，與新垣壽子（日语：新垣寿子）一起宣傳沖繩砂糖。這是沖繩縣的著名廣告，Lina對這首廣告歌曲記憶猶新。
- 1992年4月，作為SUPER MONKEY'S之一開始演藝活動。
- 1993年，從5名成員轉變為4名成員，同時全員從沖繩演員學校正式畢業，移居東京。
- 1994年8月開始在日本電視台系列綜藝節目《That's 娛樂之宴（日语：夜も一生けんめい。）》常駐演出。
- 1995年春天MAX結成之前，將本名的姓氏「澤岻」改成「（澤詩）」（日文讀音改成）。
- 1995年4月開始在日本電視台系列綜藝節目《THE今夜暢銷進行曲（日语：THE夜もヒッパレ）》常駐演出。與此同時，除了安室奈美惠以外的4名成員將以MAX開始活動。即使MAX推出單曲CD出道、安室加入avex之後，4人除了作為安室的伴舞團參加了單曲《Body Feels EXIT》和《Chase the Chance》之外，並以組合名義舉辦現場演出，繼續5人活動。在MAX成員中她是最年長的，並擔任領隊。
- 1996年3月～5月，舉辦首次全國巡演「mistio（日语：mistio） presents AMURO NAMIE with SUPER MONKEY'S TOUR '96」，包含在日本武道館、大阪城展演廳（21號禮堂演出）進行。此時由於安室的高潮和MAX的突破，兩邊分開活動變得引人注目，5人一起在電視上的演出也明顯減少。同年8月至9月，舉辦戶外演唱會「SUMMER PRESENTS '96 AMURO NAMIE with SUPER MONKEY'S」。9月1日，即5人活動的最後一天，於千葉海洋球場的公演結束後，暫停了團體活動（實際上已解散），從此專注於各項活動。
- 1999年，於全國巡演奈良場公演期間從舞台上摔落，現場公演中止。
- 2009年，於那霸馬拉松（日语：NAHAマラソン）花了5小時54分42秒（大會時間5小時40分11秒）跑完全程。
- 2016年5月8日，與已經交往15年的編舞師CHINO登記結婚[4]。
- 2019年9月2日，在自身部落格宣布懷上第一個孩子[5][6]。並在同年年底生下第一子[7]。

## 人物
- 身高159cm。A型血。三圍：B82、W61、H80。
- 特長：書法，有五段功力。
- 暱稱「（NANAKO）」或者「（屋頂上的）拖把」[8]。一時期間留著很短的髮型，但石橋貴明曾對她說很像跑完了全程馬拉松的有森裕子。

## 逸事
- 其舞蹈能力在MAX成員中出類拔萃，曾在《Shall We Dance？ ～全明星社交舞錦標賽～（日语：シャル・ウィ・ダンス? (テレビ番組)）》中與專業舞者一起展現實力。
- 其廚藝幹勁十足地在烹飪綜藝節目《辣妹圍裙3（日语：愛のエプロン）》（朝日電視台系列）中被發掘。用筍皮代替糖醋里脊（日语：酢豚），在天加入了小蘇打和大蒜，結果MAX全員都接受「愛的水桶」的懲罰。吃自己做的料理會出現脖子肌肉抽筋的情況，在過去參加的130位女藝人的排名中吊車尾（後來在137名中排名第136名）。但是，她對移居東京後學會的法式吐司有一點信心。
- 此外私底下為了傳送錄音，自己做了蛋糕，但當時是MAX成員的Aki說味道很像肥皂，所以不受歡迎。另外，速食麵袋子的說明書上寫著將麵條和烤雞肉串倒入碗中，注入熱開水沖泡蓋上鍋蓋後，她心想按下開關拉麵就出來了。
- 去澳洲做算命旅行得到結果的前世是「被村上知子（日语：村上知子）（森三中）的前世撿起來扶養的棄兒」。值得一題的是，Nana和村上知子的關係很好，因此去澳洲時經常兩人結伴。
- 不喜歡動物。除了Nana之外其他MAX成員都有養狗。節目中當狗狗被放在腿上時，她笑著摸狗狗的頭說「好可愛」。接著，機器狗「AIBO」也照樣被放在腿上，但AIBO卻暴躁起來，她一邊撫摸著AIBO的頭一邊苦笑。還有看到Lina的愛犬接近時，嚇得尖叫起來。可是，Reina和Mina愛犬的名字都是Nana取的。另外，她現在飼養陸龜當寵物。
- 其個人活動大部分和Reina一樣，在綜藝節目中擔任來賓。因為擅長反應，所以很受搞笑藝人的歡迎[9]。身為演員也有演出電視劇，將來的目標是成為偉大女演員，但演戲演得不夠好[10]。
- 笑的時候有把手放在嘴邊的習慣，她自己說這是因為「嘴巴裡面是乾的」。

## 演出

### 電視劇
- STATION（日语：STATION (漫画)#テレビドラマ） 第3話（1995年，日本電視台）—飾 不良女高中生
- 湘南利物浦學院（日语：湘南リバプール学院）（1995年，富士電視台）—飾 阿部理繪
- 甜蜜的惡魔（日语：スウィートデビル）（1998年，朝日電視台）—飾 篠山泉
- 水姑娘2（日语：ちゅらさん#ちゅらさん2）（2003年，NHK綜合）—飾 多惠子
- Star Light（日语：スターライト (テレビドラマ)）（2005年，東京電視台）—飾 荒井
- 水姑娘4（日语：ちゅらさん#ちゅらさん4）（2007年，NHK綜合）—飾 多惠子
- 我的小公關（日语：私のホストちゃん〜しちにんのホスト〜） 第6—7話（2011年，朝日電視台）—飾 美咲
- GIRL'S TALK ～十人修女們～（日语：ガールズトーク〜十人のシスターたち〜） 第43—45話（2013年，朝日電視台）—飾 藝人
- GIRL'S TALK 薔薇組（日语：ガールズトーク 薔薇組）（2013年—2014年，朝日電視台）—飾 珍妮特黑木
- 武道館（日语：武道館 (小説)#テレビドラマ） 第2、5話（2016年，富士電視台）—飾 八木芙由美
- 週一名作劇場（日语：月曜名作劇場）「修善寺溫泉殺人事件」（2017年，TBS）—飾 原沙織
- 鬥牛戰士WAIDO（日语：闘牛戦士ワイドー）2 全13話（2019年，RBC）—飾 諾羅上地（諾羅維奇）
- 最棒的歐巴桑 中島春子（日语：最高のオバハン#テレビドラマ） 第1系列 第7話（2021年5月22日，東海電視台、富士電視台）—飾 青柳小夜子
- 一個人也可以喝酒！（日语：ひとりで飲めるもん!#テレビドラマ） 第7、8話（2021年7月16日、23日，WOWOW）—客串演出
- brother trap兄弟陷阱（2023年，TBS）—飾 成瀨由紀[11]
- 極限夫婦 第一章「船越夫婦的場合」（2024年1月19日—2月2日，關西電視台）—飾 伊上
- 西園寺小姐不做家事 第10話（2024年9月10日，TBS）—飾 小畑遙華

### 網路電視劇
- 「BADLUCK」（2020年3月20日，光TV（日语：ひかりTV））

### 電視節目
- 東方神起（2005年—2006年，日本電視台系列）—週一常駐

### 電影
- 麗霆゛子 Ladies!! MAX（日语：麗霆゛子#麗霆゛子 レディース!!MAX）（1996年，PAL企劃（日语：パル企画））—飾 北澤鮎美
- Give me a Shake Ladies MAX（日语：麗霆゛子#Give me a Shake レディースMAX）（1997年，PAL企劃）—飾 NANA
- 造夢者（日语：ドリームメーカー）（1999年，東映）—飾 氣象主播
- 推倒棒子（日语：棒たおし!）（2003年，東京Theatres（日语：東京テアトル））—飾 護士（客串）
- 東京喪運會（日语：東京オンリーピック）（2008年）
- 親子劇場（2023年公開，MOBACON）[12]
- （2023年公開）[13]

### 舞台
- DUMP SHOW！（日语：DUMP SHOW!）（2011年7月、8月，東京陽光劇場（日语：サンシャイン劇場）、大阪三經微風大廳（日语：ブリーゼタワー#サンケイホールブリーゼ））—飾 蕾拉
- 夢想起飛Dream High（2012年7月，新國立劇場中劇場）
- （2017年4月、6月，Theatres BONBON、中野The Pocket）—主演：飾 柏木亞美
- 戲劇性回顧 「TARKIE THE STORY」（2022年2月10日—16日，品川恆星球（日语：アクアパーク品川#ステラボール））—飾 笠置靜子[14]
- 拯救爸爸 ～VIVID CONTACT事件簿～（2022年11月16日—20日，惠比壽回音劇場）[15]
- （2022年12月9日，中野HOPE劇場）—客串演出[16]

### 對談活動
- 第11屆沖繩博覽會 沖繩脫口秀（2022年7月17日，越谷AEON LakeTown（日语：イオンレイクタウン） mori棟 木之廣場）

## 書籍
寫真集
1. 《NANA 24-4》（2002年4月，竹書房，攝影：ZIGEN）ISBN 978-4-8124-0878-0

Mook本
- 《偶像保健體育》（2021年9月14日，CD Journal（日语：音楽出版社 (企業)），著者：竹中夏海（日语：竹中夏海））ISBN 978-4-909774-15-6—收錄著者竹中夏海與NANA的對話。

## 相關項目
- VISION FACTORY

## 外部連結
- （日語）—Nana的官方個人部落格。
- NANA (MAX)的X（前Twitter） （日語）